# Max Kennedy Horton

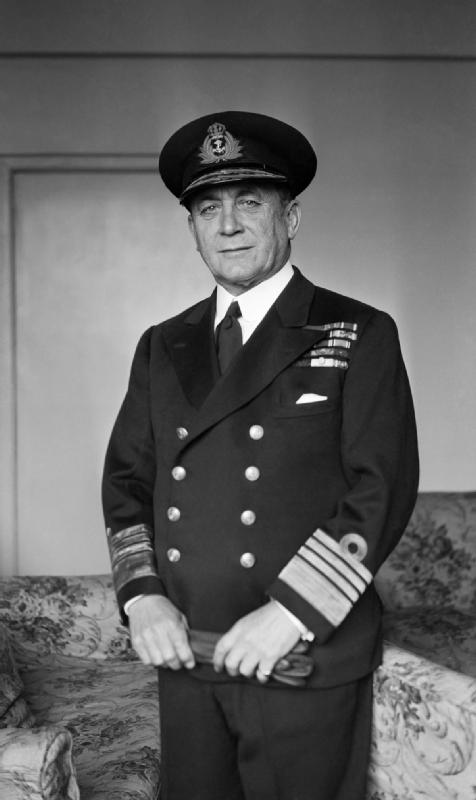
Max Horton (1943)

Sir Max Kennedy Horton, GCB, DSO (* 29. November 1883; † 30. Juli 1951) war ein britischer U-Boot-Kommandant im Ersten Weltkrieg und Admiral im Zweiten Weltkrieg.

## Erster Weltkrieg
Horton trat im September 1898, als knapp 15-Jähriger, in die Royal Navy ein und begann eine Offiziersausbildung am Britannia Royal Naval College in Dartmouth. Er erhielt 1903 sein Offizierspatent als Sub-Lieutenant und ging zur U-Boot-Waffe. 1905 wurde er Lieutenant und Kommandant des U-Boots D 6, das er auch nach der Beförderung zum Lieutenant Commander 1912 und bis 1914 befehligte.
Bei Ausbruch des Krieges befehligte Horton eines der ersten britischen hochseetüchtigen U-Boote, das 800-Tonnen große E9.  Im Morgengrauen des 13. September 1914 torpedierte er den deutschen Kleinen Kreuzer Hela etwa sechs Seemeilen südsüdwestlich von Helgoland.  Die Hela wurde von zwei aus etwa 550 Meter Entfernung abgefeuerten Torpedos mittschiffs getroffen und sank. Bis auf zwei Mann konnte jedoch ihre gesamte Besatzung von dem deutschen U-Boot U 18 und einem Handelsschiff gerettet werden. Hortons Boot wurde den ganzen Tag von den Deutschen verfolgt, entkam aber nach Harwich. Beim Einlaufen in den Hafen begründete Horton die Tradition britischer U-Boote, nach einem Versenkungserfolg die schwarze Piratenflagge Jolly Roger mit dem Totenschädel und zwei gekreuzten Knochen zu setzen.
Drei Wochen später versenkte Horton das deutsche Torpedoboot T 116 vor der Ems-Mündung. Für diese beiden Erfolge wurde er als Companion des Distinguished Service Order (DSO) ausgezeichnet.
Im Oktober wurde Horton in die Ostsee beordert, wo er und mehrere andere britische U-Boote unter den Befehl des russischen Oberbefehlshabers Admiral Nikolai von Essen gestellt wurden. Von Reval aus operierend gelang Horton die Beschädigung eines weiteren Torpedoboots (S 148) und die Versenkung mehrerer Handelsschiffe, die Eisenerz von Schweden nach Deutschland bringen sollten. Am 31. Dezember 1914 wurde er zum Commander befördert und zum Befehlshaber der britischen Ostsee-U-Boot-Flottille ernannt. Am 2. Juli 1915 gelang ihm die Torpedierung und Beschädigung des deutschen Panzerkreuzers Prinz Adalbert. 1915 kehrte er nach England zurück und übernahm das große U-Boot J6, mit dem er in der Nordsee eingesetzt wurde. Dem folgte das Kommando über den Bau und die Erprobung des neuen U-Boots M1, das außer Torpedorohren auch ein 30,5-cm-Geschütz in einer Barbette auf der Back trug.
1917 erhielt Horton eine erste und 1920 – inzwischen zum Captain befördert — eine Spange zu seinem Distinguished Service Order in Anerkennung seiner Verdienste als Befehlshaber der britischen U-Boote in der Ostsee.

## Zwischenkriegszeit
Während der Zwischenkriegsjahre befehligte Horton 1922–1924 den Kreuzer Conquest und 1930–1932 das Schlachtschiff Resolution, mit Stabsverwendungen dazwischen. Am 17. Oktober 1932 wurde er zum Rear Admiral befördert und zum Befehlshaber des 2. Schlachtgeschwaders ernannt; er setzte seine Flagge auf dem Schlachtschiff Malaya. 1935 übernahm er das 1. Kreuzergeschwader, mit dem Flaggschiff London.  Am 19. August 1936 wurde er Vice-Admiral und 1937 Befehlshaber der Reserve Fleet.
Bei den Neujahrsehrungen 1939 wurde Horton als Knight Commander des Order of the Bath (KCB) geadelt und führte fortan das Prädikat Sir.

## Zweiter Weltkrieg
Bei Ausbruch des Zweiten Weltkriegs erhielt Horton das Kommando über die sogenannte Northern Patrol, die für die Seeblockade gegen das Deutsche Reich zwischen den Orkney-Inseln und den Färöer verantwortlich war. 1940 wurde er Oberbefehlshaber (Commander-in-Chief, CinC) aller in britischen Heimatgewässern stationierten U-Boote, mit der Aufgabe, die U-Boot-Waffe zu modernisieren. Am 9. Januar 1941 erfolgte seine Beförderung zum Admiral.
Am 17. November 1942 erhielt Horton den Oberbefehl über die sog. Western Approaches, das Seegebiet nordwestlich der britischen Inseln, in dem die aus Nordamerika kommenden Geleitzüge Ziel deutscher U-Boot-Angriffe wurden. Horton führte taktische Änderungen in der Geleitzugsicherung ein, die im Laufe der Zeit, und besonders ab 1943, die deutschen U-Boote von Jägern zu Gejagten machten. Dabei kamen ihm auch die technischen Fortschritte der Royal Navy im Aufspüren von getauchten U-Booten zu Nutze. Horton und sein Vorgänger, Admiral Sir Percy Noble, werden zu den Persönlichkeiten gezählt, die entscheidend zum alliierten Sieg im atlantischen Seekrieg beigetragen haben. Er wurde am 14. Juni 1945 zum Knight Grand Cross des Order of the Bath (GCB) erhoben.
Im August 1945 beantragte Horton, ein passionierter Golfspieler, seine Pensionierung, um jüngeren Offizieren Platz zu machen. Von 1946 bis 1951 war er King of Arms (Herold) des Order of the Bath, das nach dem Dekan höchste Amt des Ordens.